# Robert Armitage
Robert Perceval Armitage (ur. 21 grudnia 1906 w Nungambakkam (obecnie część miasta Ćennaj), zm. 7 lipca 1990 w Wiltshire) – brytyjski urzędnik kolonialny, gubernator Cypru oraz Niassy.
Pracował w brytyjskiej dyplomacji – najpierw w Kenii, potem w latach 1948 do 1953 na Złotym Wybrzeżu. W latach 1954–1955 przez kilkanaście miesięcy był gubernatorem Cypru, by następnie w latach 1956-1961 zostać gubernatorem Niasy.